# Biel (district)
Het district Biel/Bienne (Frans: District de Bienne; Duits: Amtsbezirk Biel) maakte deel uit van het kanton Bern. Het district bevatte twee gemeenten op een totale oppervlakte van 25 km²:
| Gemeentenaam | Inwoners (1.1.2005) | Oppervlakte (km²) |
| ------------ | ------------------- | ----------------- |
| Biel/Bienne  | 48.642              | 21,60             |
| Evilard      | 2312                | 3,70              |

Op 1 januari 2010 is het district Biel/Bienne opgegaan in het administratieve arrondissement Biel/Bienne (Frans: arrondissement administratif de Bienne; Duits Verwaltungskreis Biel). Biel/Bienne, de hoofdstad  van het voormalige district, is sindsdien hoofdstad van het arrondissement; de stad is tweetalig (circa 40 % Franstalig en 60% Duitstalig). Het arrondissement Biel/Bienne vormt samen met het arrondissement Seeland de administratieve regio Seeland.
Aarberg · Aarwangen · Bern · Biel · Büren · Burgdorf · Courtelary · Erlach · Fraubrunnen · Frutigen · Interlaken · Konolfingen · Laupen · Moutier · La Neuveville · Nidau · Niedersimmental · Oberhasli · Obersimmental · Saanen · Schwarzenburg · Seftigen · Signau · Thun · Trachselwald · Wangen